# Sabino Bilbao
Sabino Bilbao Líbano (Leioa, 11 dicembre 1897 – Getxo, 19 gennaio 1983) è stato un calciatore spagnolo, di ruolo centrocampista.

## Biografia
Anche il nipote Plácido Bilbao è stato un calciatore e, tra i vari club ha giocato anche nell'Athletic Bilbao come Sabino.

## Statistiche

### Cronologia presenze e reti in nazionale
| Cronologia completa delle presenze e delle reti in nazionale ― Spagna | Cronologia completa delle presenze e delle reti in nazionale ― Spagna | Cronologia completa delle presenze e delle reti in nazionale ― Spagna | Cronologia completa delle presenze e delle reti in nazionale ― Spagna | Cronologia completa delle presenze e delle reti in nazionale ― Spagna | Cronologia completa delle presenze e delle reti in nazionale ― Spagna | Cronologia completa delle presenze e delle reti in nazionale ― Spagna | Cronologia completa delle presenze e delle reti in nazionale ― Spagna |
| Data                                                                  | Città                                                                 | In casa                                                               | Risultato                                                             | Ospiti                                                                | Competizione                                                          | Reti                                                                  | Note                                                                  |
| --------------------------------------------------------------------- | --------------------------------------------------------------------- | --------------------------------------------------------------------- | --------------------------------------------------------------------- | --------------------------------------------------------------------- | --------------------------------------------------------------------- | --------------------------------------------------------------------- | --------------------------------------------------------------------- |
| 1-9-1920                                                              | Anversa                                                               | Spagna                                                                | 2 – 1                                                                 | Svezia                                                                | Olimpiadi 1920 - Consolazione 1º turno                                | -                                                                     |                                                                       |
| 2-9-1920                                                              | Anversa                                                               | Italia                                                                | 0 – 2                                                                 | Spagna                                                                | Olimpiadi 1920 - Consolazione Semifinale                              | -                                                                     |                                                                       |
| Totale                                                                |                                                                       | Presenze                                                              | 2                                                                     |                                                                       | Reti                                                                  | 0                                                                     |                                                                       |

## Palmarès

### Club

#### Competizioni nazionali
- Coppa di Spagna: 2

Athletic Bilbao: 1921, 1923

#### Competizioni regionali
- Campionato basco: 4

Athletic Bilbao: 1919-1920, 1920-1921, 1922-1923, 1923-1924

### Nazionale
- Argento olimpico: 1

Anversa 1920